# XML Paper Specification
XML Paper Specification (XPS), voorheen bekend onder de codenaam Metro, is een specificatie voor een paginabeschrijvingstaal en bestandsformaat van documenten, ontwikkeld door Microsoft. Het is gebaseerd op XML.
XPS werd in juni 2009 gestandaardiseerd tot open standaard, genaamd OpenXPS, door Ecma International.

## Bestandsformaat
Een XPS-bestand bestaat uit een aantal pagina's die samen het document vormen. Evenals het PDF-bestandsformaat van Adobe zijn XPS-documenten statisch (bijvoorbeeld geen animaties, geen dynamische positionering van elementen) waardoor een document wordt weergegeven zoals het geprint zou worden. Het XPS-bestandsformaat is een zipbestand gestructureerd volgens de Open Packaging Conventions-standaard met daarin alle benodigde bestanden (bijvoorbeeld afbeeldingen, lettertypen) om het document weer te geven.
De XML in XPS is een deelverzameling van XAML.
XPS bevat ondersteuning voor het weergeven van 3D-computergraphics, gebaseerd op de X3D-standaard.
XPS-bestanden kunnen een digitale handtekening krijgen zodat men kan nagaan of het bestand door een buitenstaander bewerkt is. Daarnaast kan Windows Rights Management Services gebruikt worden om permissies in te stellen over wie het bestand mag lezen, eruit kopiëren of printen.

## Geschiedenis
Microsoft bracht in april 2005 een eerste versie van de specificatie uit. In oktober 2006 werd versie 1.0 van de specificatie uitgebracht. In juni 2007 kondigde Ecma International de vorming van Technical Committee 46 (TC46) aan om het XPS-bestandsformaat te standaardiseren tot OpenXPS. In 2007 en 2008 werden verscheidene bijeenkomsten georganiseerd en in maart 2009 werd de OpenXPS-specificatie voltooid. In juni 2009 werd OpenXPS aangenomen als open standaard.
Sinds versie 1803 van Windows 10 wordt XPS Viewer niet langer standaard meegeleverd.
Sinds december 2018 kan Adobe Acrobat standaard geen XPS-bestanden meer converteren.

## Gebruik
XPS-bestanden kunnen in elke installatie van Windows Vista en later bekeken worden met XPS Viewer. Gebruikers van Windows XP kunnen dit programma verkrijgen bij installatie van het .NET Framework 3.0. Ook kan men XPS Viewer afzonderlijk downloaden met alleen de benodigde functionaliteit van dit framework.
Er bestaat ook vrije software waarmee XPS-bestanden bekeken kunnen worden, zoals het programma Okular en STDU Viewer.